# Landscape Ecology
Landscape Ecology — ведущий научный журнал по ландшафтной экологии. Основные научные направления: науки о Земле, биология, ландшафтная экология, лесоведение, лесное хозяйства, ботаника и экология растений. Журнал издаётся с 1987 года в издательстве Springer Netherlands. Главный редактор Jianguo (Jingle) Wu (профессор Института наук о жизни и Института устойчивого развития при Аризонском государственном университете, Темпе, США)
Журнал ориентируется в первую очередь на фундаментальные междисциплинарные исследования, объединив учёных со всего мира. Как главная задача журнала объединить представителей биологических, геофизических и социальных наук с целью изучения формирования, динамики и пространственного многообразия природных и антропогенных ландшафтов.

## ISSN
- ISSN: 0921-2973 (печатное издание)
- ISSN: 1572-9761 (электронное издание)